# 28 juillet 1919
Le lundi 28 juillet 1919 est le 209e jour de l'année 1919.

## Naissances
- José dos Santos Ferreira (mort le 24 mars 1993), poète et auteur-compositeur de Macao.
- Eberhard Blum (mort le 9 juillet 2003), ancien président du Service fédéral de renseignement de la République fédérale Allemande.
- Milan Horvat (mort le 1er janvier 2014), chef d'orchestre croate.
- Marie Jacq (morte le 23 juin 2014), femme politique française.

## Décès
- Amaury de Ghellinck d'Elseghem Vaernewyck (né le 30 janvier 1851), homme politique belge.

## Autres événements
- Epitácio Pessoa devient président de la république des États-Unis du Brésil.
- Première parution du journal russe : Pavlovo-Posadskiye izvestiya.